# Бунешти (Хунедоара)
Бунешти (рум. Bunești) насеље је у Румунији у округу Хунедоара у општини Балша. Oпштина се налази на надморској висини од 571 m.

## Становништво
Према подацима из 2011. године у насељу је живело 10 становника.